# Шорье, Никола
Никола Шорье́ (фр. Nicolas Chorier; 1 сентября 1612 года, Вьен — 14 августа 1692 года, Гренобль) — французский адвокат, историк и писатель; автор эротического романа.

## Биография
Родился в Виене (историческая область Дофине); сын прокурора виенского суда, изучал право в Валансе, где и получил степень доктора (1639). Занялся адвокатской практикой в родном городе; позднее был королевским прокурором при комиссии, учрежденной в Дофине́ для розыска присваивающих знатные титулы.
Его нравственные качества были неприглядны. Так, он выкрал в 1661 году из архива гренобльского епископа 3 картулария (свитка) св. Гугона и не постыдился перепродать их за хорошую цену епископу, кардиналу Ле Камюс.
Шорье возымел намерение написать «Историю Дофине»; прежде всего он издал «Projet de l’Histoire du Dauphiné» (Проект истории Дофине; 1654). Сама же «История» появилась не ранее 1661 г. под заглавием «Histoire générale du Dauphiné» (Общая история Дофине; 1661—72, 2 т.). Это сочинение ценно обилием приведённых сведений, часто на основании документов, теперь уже утраченных. Но Шорье не доставало критики, а главное — литературной честности: если ему попадались документы, противоречившие его теории или измышлениям, он поправлял их, а то и просто замалчивал. Издание «Histoire du Dauphiné» встревожило короля, напомнив о былых привилегиях и вольностях Дофине́, и потому в 1662 г. Шорье было запрещено продолжать издание. Напротив, штаты Дофине́ проголосовали в конце 1661 году наградить автора премией в 500 ливров, но король не дал согласия.

### Эротика
- «Алоизия, или Диалоги Луизы Сигеа о таинствах Амура и Венеры» (лат. Aloïsiae Sigeae Toletanae satira sotadica de arcanis amoris. Aloïsia hispanice scripsit, latinitate donavit J. Meursius; 1659 год; французское издание 1681 года)

История издания

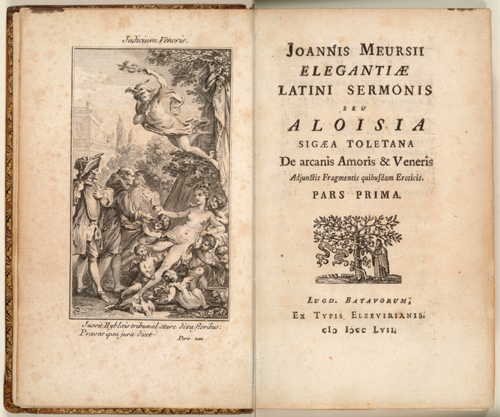
Заглавная страница «Алоизии»

В 1659—60 гг. в Лионе была напечатана в нескольких экземплярах, только для друзей, небольшая книжка. Ни года, ни места издания указано не было; заключала 6 диалогов; впоследствии Шорье прибавил ещё 7-й диалог.
В 1678 г. «Aloïsia» была перепечатана, также без указания места и года, в Гренобле, у книготорговца Никола. 3-е издание появилось в Женеве под заглавием «J. Meursii Elegantiae latini sermonis». В этом издании уже 7 диалогов. Дальнейшие издания: Амстердам (1757), Лейден, Лондон (1781), Париж (1885).
Существуют и многочисленные французские переводы, из которых лучший издан Liseux (1881—82, 4 т.). Издание 1678 г. вызвало сильный скандал, так что книгопродавец Никола должен был закрыть лавку. Доискивались имени автора: нетрудно было узнать, что Aloïsia и Meursius тут ни при чём. Впрочем, уже с самого начала подозрения пали на Шорье, так как нашлись люди, видевшие экземпляр 2-го издания и даже корректурные листы 1-го с собственноручными поправками Шорье.